# Kamendaka similis
Kamendaka similis är en insektsart som beskrevs av Synave 1973. Kamendaka similis ingår i släktet Kamendaka och familjen Derbidae. Inga underarter finns listade i Catalogue of Life.